# 仙石久寿
仙石 久寿（せんごく ひさとし）は、江戸時代後期の出石藩大老。幼名は半。左京と称する。仙石三次久長（式部家）の子。兄弟に久朝（歌人一井倭文子の夫）。

## 生涯
文化12年（1815年）に父が隠居し29歳で家督を相続し、大老本席（知行1,500石）となる。出石藩の財政は債務が6万両にのぼるほど逼迫しており、文政4年（1821年）に藩主仙石政美に建言。勝手方年寄の仙石久恒（造酒）を解任し、岩田静馬を登用し、2年後に大老となると勝手方頭取を兼ねた。そして、大老として財政改革を進め、家臣に対する平均4割余の封禄削減というべき厳しい借知（特に高禄の家臣に負担が大きかった）、領民への御用銀の賦課、産物会所仕法による生糸の専売等を行う。
文政7年（1824年）5月に第6代藩主の仙石政美が江戸参勤の途上に没した。政美には嗣子が無かったため、隠居していた政美の父久道は後継者の選定会議を江戸で開いたが、この会議の際に久寿（左京）は10歳になる実子の小太郎（当時は幼名の新之助）を連れて出府した。そして選定会議で久道の末子である仙石久利が後継者と決まり、江戸幕府に養子届けを出して7月13日（8月7日）に受理され、8月6日（8月29日）に家督を継いで第7代藩主となった。しかし、左京が息子小太郎を伴って出府したため、左京の政敵である勝手方年寄の仙石久恒（造酒）が「我が子を藩主に立てて主家を乗っ取るつもりだ」と久道に訴え、その結果として文政8年（1825年）に左京は大老職を罷免されて失脚した。
造酒は藩政の実権を握ったが、自身の派閥の内紛により失脚。再度藩政を掌握した左京は、以前の重商主義政策に加えて、厳しい倹約や運上（営業税）の取立て強化などを行なったので、藩士の反発を買うことになる。幕閣にも働きかけ、老中首座の権力者であった松平康任と賄賂を通じて誼を結び、天保2年（1831年）に松平康任の弟・松平主税の娘を小太郎の正室に迎えた。これに反発したのが酒匂清兵衛（造酒の実弟）らで、藩主の父で後見役の久道に「左京は主家を横領している」と訴えた。しかし、久道はこの訴えを却下し、逆に酒匂らは蟄居に追い込んまれた。
さらに勝手役の家老・河野瀬兵衛が首謀者であるとして追放となる。追放された河野は分家筋の旗本・仙石弥三郎の附人である神谷転（うたた）と手を結んで、幕閣に左京の非を訴えた。これに対して左京は江戸南町奉行の筒井政憲に河野と神谷の捕縛を依頼し、河野を捕らえて天保6年（1835年）に死罪に処した。しかし神谷は機転を利かし、捕縛される直前に友鷲と号して虚無僧になっていたため、仙石家に引き渡されることがなく慰留された。僧侶の関与する事件は町奉行ではなく、寺社奉行の担当であるためである。このため、事件の詮議は、町奉行所の管轄から寺社奉行である脇坂安董と部下の川路聖謨に移されることとなった。安董は事件の調査をしていくうちに、老中首座の松平康任までもが関わっていることが判明した。天保6年（1835年）9月に評定所で吟味を開始し、12月に左京は江戸鈴ヶ森にて獄門となり、子の小太郎は八丈島に遠島となった。小太郎は八丈島に向かうために立ち寄った三宅島で発病し没した（裁定には幕府内の権力闘争の側面もあり、詳しくは「仙石騒動」項目参照）。
左京の娘は、父の罪により母とともに出石を追われ、私娼に零落したという。客の大坂の糸商人の息子が200両を置き忘れたが、これを正直に返したことが縁で、安政4年（1857年）、その正妻に迎えられたという。
現在、出石城下には左京らが使用していた家老屋敷跡地に豊岡市立出石家老屋敷が建っており、観光資源として公開されている。

## 人物
左京は頭脳明晰で多才多芸の人であり、守旧派と戦い続けて藩政改革に尽力したとされている。財政再建のために経費削減に努め、重臣クラスの収入も大幅に削減した。またこの削減も上に厳しく下に厚く、下級家臣の困窮を防ぐべく努力している。しかし、藩校弘道館についての予算は削らず、師範ら教育者の手当も減らすことはなかった。
左京の弟、仙谷久朝は歌人一井倭文子の婿養子となるなど、仙谷式部家は文武に優れた家柄であった。
幕府による仙石騒動への裁断により左京は身柄を拘束され、家財は藩主によって差し押さえられた。左京の家老屋敷には武具は多数あったが、衣服や道具類はなく、質実剛健の家で非常に質素であったと接収に当たった藩士の言葉が残っている。